# Scooby Doo: Záhady s.r.o.
Scooby Doo: Záhady s.r.o. (v anglickém originále Scooby-Doo! Mystery Incorporated) je americký animovaný televizní seriál. Premiérově byl vysílán na stanici Cartoon Network v letech 2010–2013 a čítá 52 dílů rozdělených do dvou řad. Je jedním z mnoha seriálů franšízy Scooby-Doo o stejnojmenném mluvícím psovi a partě čtyř teenagerů, jeho kamarádů, kteří zažívají různá dobrodružství a řeší záhady.

## Příběh
Teenageři Fred Jones, Daphne Blakeová, Velma Dinkleyová, Shaggy Rogers a mluvící pes Scooby-Doo tvoří tým Záhad s.r.o., který řeší různé záhady v městečku Křišťálová zátoka, jež je někdy nazývané „Nejstrašidelnější místo na Zemi“. Údajně prokleté město má dlouhou historii podivných zmizení a různých monster. To vše ale zároveň tvoří základ pro turistický průmysl, který těší hlavně starostu Freda Jonese staršího a šerifa Bronsona Stonea. Většinu těchto záhad ovšem vyřeší Záhady s.r.o. a zjistí se, že to všechno byli pouze zločinci.
Kromě tradičních případů tým odhaluje i tajemnou minulost města. Sledují tajemné náznaky od jakéhosi Pana E vedoucí k odhalení neznámé historie rodiny Darrowových, jež založila toto město, a hlavně záhadného, 20 let starého zmizení původních Záhad s.r.o. s papouškem. Mezitím se vyvíjí i vztahy mezi členy týmu. Daphne s Fredem jsou do sebe zamilovaní, ovšem Fred dává přednost lásce svého života – pastím, a Shaggy není schopný dát přednost před dlouholetým kamarádstvím Scooby-Dooem vztahu s Velmou. Tým zjistí, že Fredův otec není jeho pravý otec a že právě on zčásti zavinil zmizení původních Záhad s.r.o., jelikož byli velmi blízko k sesbírání planysférických disků, které jsou klíčem k objevení prokletého pokladu. Starosta je ihned zatčen. Tým se při odhalování ovšem pohádá a rozejde se.
Ve druhé řadě dá nová starostka celý tým Záhad s.r.o. znovu dohromady. Ve městě se totiž objeví původní Záhady s.r.o., které pátrají po prokletém pokladu a podle legendy tak ženou město do záhuby. Mezi těmito dvěma skupinami pak následuje závod o nalezení planysférického disku. Jak kusy disku shromažďují, je zřejmé, že tyto dvě skupiny nejsou jedinými řešiteli záhad v historii města. Všechny tyto skupiny, složené vždy ze čtyř lidí a jednoho zvířete, se snažily odhalovat nadpřirozené jevy a prokletí pokladu. Osud obou týmů Záhad s.r.o. i veškeré reality závisí na společné důvěře v rovnováhu extradimenzionálních sil, které se shromažďují, aby se připravily na katastrofu Nibiru.

## Vysílání
| Řada | Díly | Premiéra v USA    | Premiéra v USA    | Premiéra v ČR | Premiéra v ČR |
| Řada | Díly | První díl         | Poslední díl      | První díl     | Poslední díl  |
| ---- | ---- | ----------------- | ----------------- | ------------- | ------------- |
| 1    | 26   | 5. dubna 2010     | 26. července 2011 | vysíláno      | vysíláno      |
| 2    | 26   | 30. července 2012 | 5. dubna 2013     | vysíláno      | vysíláno      |